# Octarrhena celebica
Octarrhena celebica är en orkidéart som beskrevs av Rudolf Schlechter. Octarrhena celebica ingår i släktet Octarrhena och familjen orkidéer.
Artens utbredningsområde är Sulawesi. Inga underarter finns listade i Catalogue of Life.